# Havránok

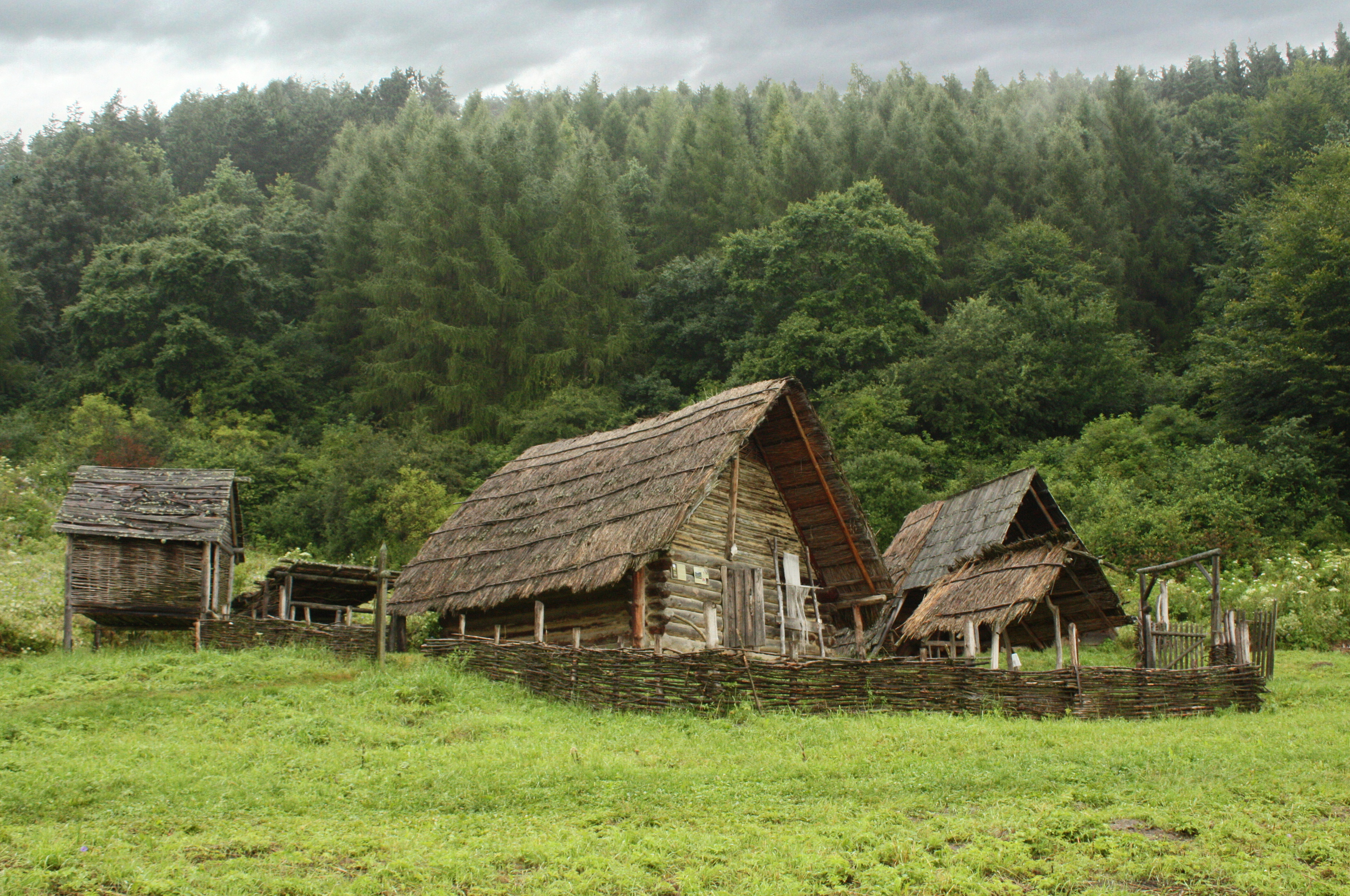
Bảo tàng khảo cổ học ngoài trời Liptovska Mara - Havranok, Slovakia. Một trang trại từ thời đại đồ sắt được phục dựng lại (300-100 trước Công nguyên)

Havránok là một điểm khảo cổ quan trọng nằm giữa hai thị trấn Ružomberok và Liptovský Mikuláš, thuộc vùng Liptov, ở miền bắc Slovakia. Ngay dưới chân ngọn đồi nơi Havránok tọa lạc là hồ chứa nước Liptovská Mara, còn cách đó 2 kilômét là làng Bobrovník. Vào khoảng những năm 1960, trong suốt quá trình xây dựng đập Liptovská Mara, các nhà khảo cổ học đã tìm ra một đồi pháo đài từ thời tiền sử của người Celt và một lâu đài gỗ có từ thời Trung Cổ. Cả đồi pháo đài lẫn lâu đài đều đã được tôn tạo phần nào. Trong thời đại đồ sắt và kỷ nguyên La Mã, đền thờ ở Havránok là một nơi linh thiêng có ý nghĩa đặc biệt đối với người Celt sống tại Slovakia.

## Lịch sử
Đồi pháo đài Havránok từng là một trung tâm tôn giáo, kinh tế và chính trị quan trọng của nền văn hóa Púchov từ năm 300 trước Công nguyên đến năm 180 sau Công nguyên. Đây là giai đoạn mà bộ tộc Celtic Cotini chiếm ưu thế vượt trội vẫn chung sống hòa hợp được với những người từ nền văn hóa Lusatian cổ xưa hơn. Khởi đầu sau Công nguyên, những thị trấn cổ hưng thịnh của người Celt trên lãnh thổ Slovakia ngày nay đều bị phá hủy bởi người Quadi của tộc German hoặc bởi người Daci.
Được biết, một lâu đài bằng gỗ thời Trung Cổ đã được tìm thấy gần tàn tích của đồi pháo đài và có niên đại từ thế kỷ 11 đến thế kỷ 15 sau Công nguyên.

## Đền thờ của người Celt
Đối với người Celt sống tại miền bắc Slovakia, đồi pháo đài được xem như một trung tâm tôn giáo quan trọng. Tại đây, có một ngôi đền được xây dựng vào thế kỷ 1 trước Công nguyên xung quanh một cột gỗ cao chót vót, cột gỗ này có thể là một vật tổ hoặc là một bức tượng.

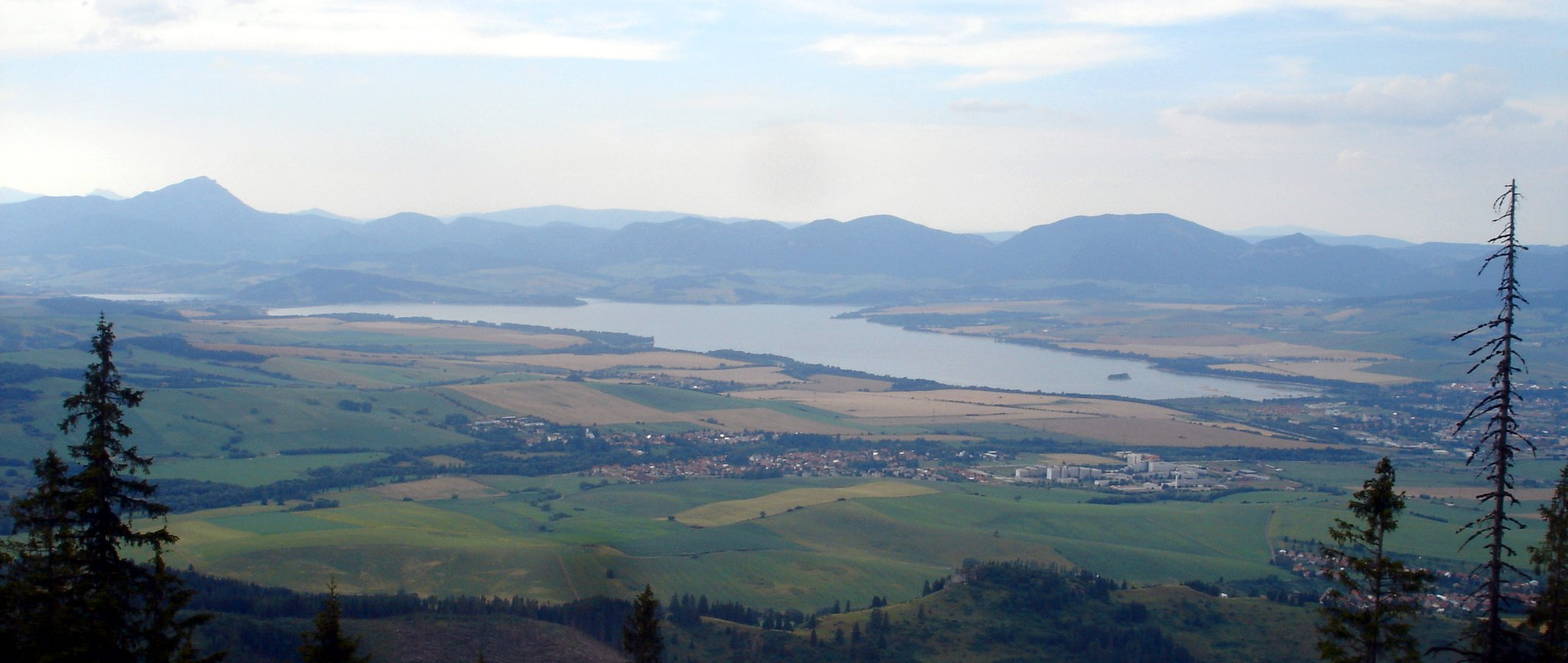
Ảnh chụp từ năm 1975, quang cảnh Havránok nhìn ra phía hồ Liptovská Mara

Ngoài ra, người ta còn khai quật được một hố chôn tập thể gần cột gỗ, dưới hố có xương có ít nhất bảy người bị hiến tế trong nghi lễ của những tu sĩ người Celt. Các nạn nhân được cho là bị hành hạ đến chết rồi đem phanh thây hoặc là bị thiêu sống sau đó bị ném xuống hố. Gần hố chôn người ta còn tìm thấy nhiều nông cụ, điều này chứng tỏ nghi lễ hiến tế này nhằm cầu mong một mùa màng bội thu.
Bên trong đền thờ của người Celt còn có cả những cột gỗ nhỏ và các vật hiến tế như trang sức, nông sản và động vật được chôn ngay cạnh các cột gỗ này.

## Các công trình khác
Ngoài đền thờ, người Celt còn xây thêm nhiều công trình khác. Điển hình trong số đó là một cánh cổng kiên cố bảo vệ đồi pháo đài với một phần tường thành bằng đá (120-50 TCN), trang trại (300-100 TCN), lò gốm (300-100 TCN) và cả những túp lều được xây cất từ những giai đoạn khác nhau.
Trong thời đại đồ sắt và kỷ nguyên La Mã, xung quanh Havránok đều là những ngôi làng của người Celt. Vài ngôi làng trong số đó còn bị ngập lụt do nước hồ Liptovská Mara.
Hiện nay, toàn bộ điểm khảo cổ Havránok đã trở thành một bảo tàng ngoài trời. Và địa điểm này chính thức trở thành di tích văn hóa quốc gia của Slovakia vào năm 1967.

## Nền kinh tế cổ đại
Khi xưa, người Celt ở Havránok đã tự tay đúc ra những đồng xu bằng đồng nhưng không thể sánh được với những đồng bạc Biatecs cùng thời, được làm bởi tộc người Gallic ở Bratislava.